# Sashimi
Sashimi (刺身) er en japansk madret af små bidder eller tynde skiver råt kød; især fisk. Det serveres med fx  kinaradise, wasabi, syltet ingefær og soya. Visse råvarer tilberedes før serveringen som fx blæksprutte.